# وارد إم. هاسي
وارد إم. هاسي (بالإنجليزية: Ward M. Hussey)‏ هو عسكري أمريكي، ولد في 13 مارس 1920، وتوفي في 16 نوفمبر 2009.